# Brein Ferenc

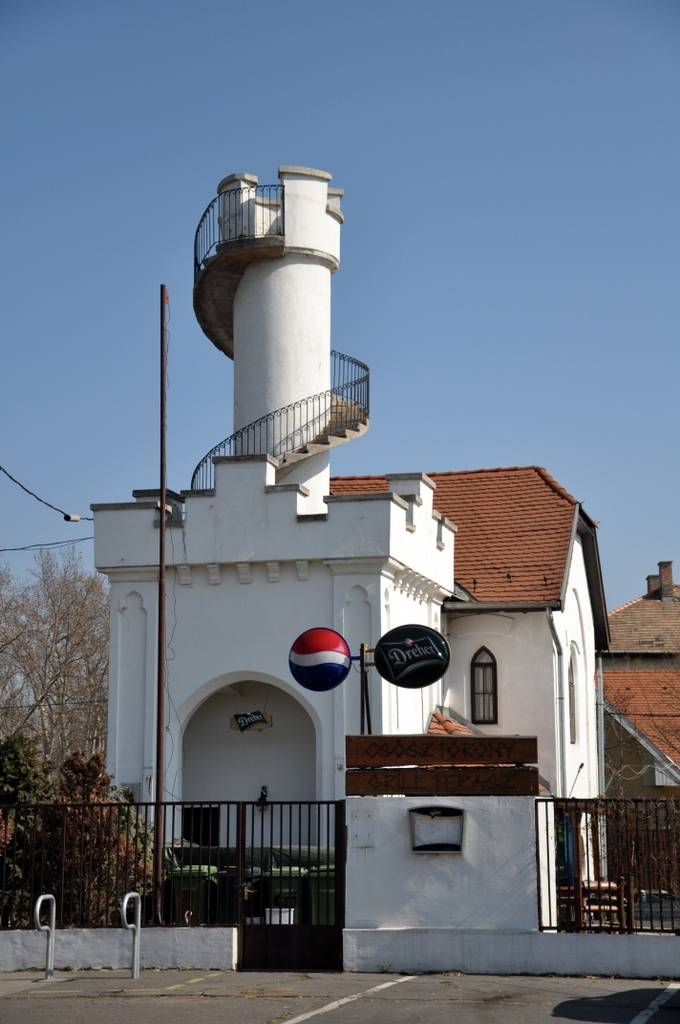
A kőbányai Csősztorony

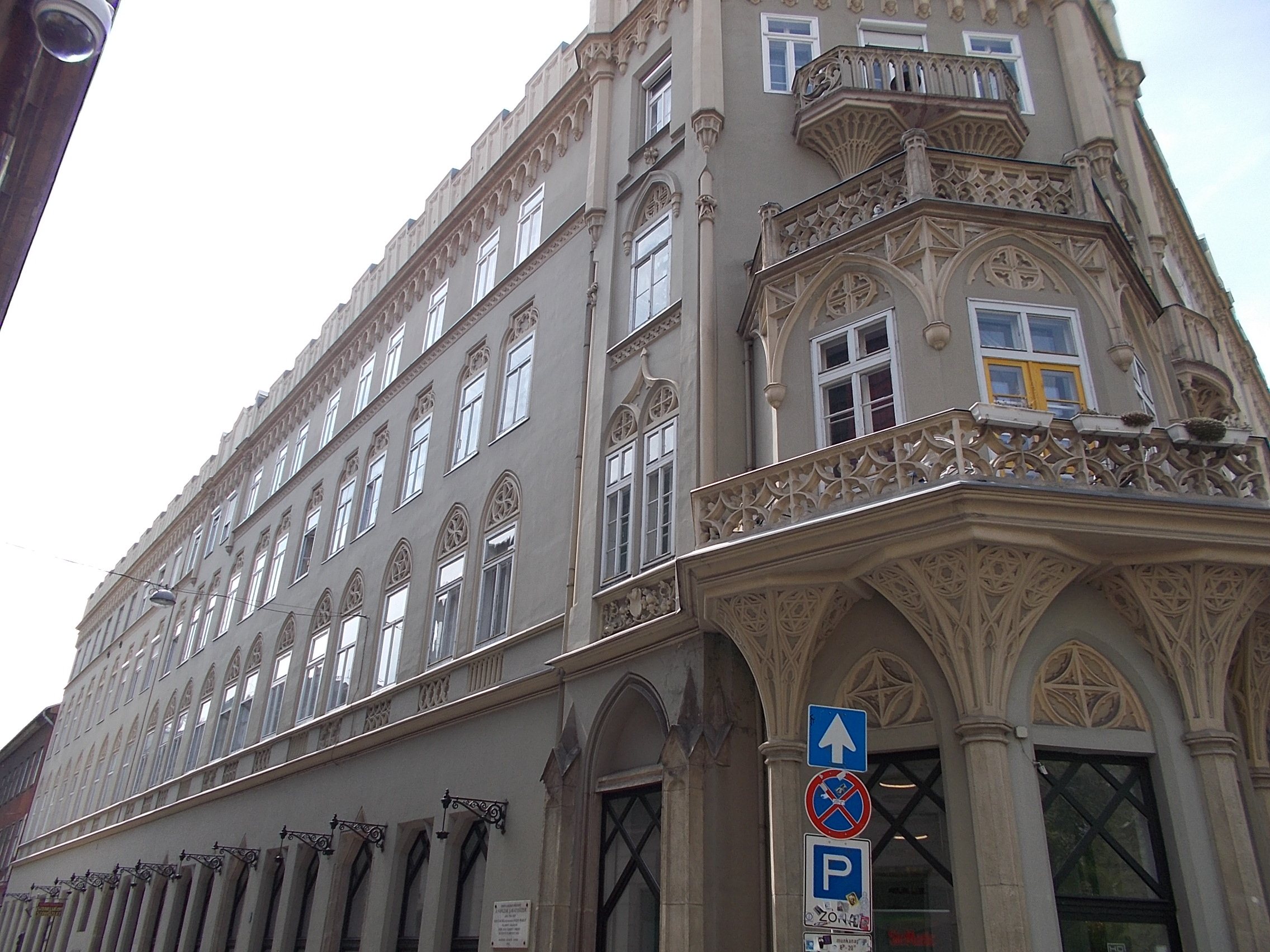
A Pekáry-ház Csányi utca felőli képe

Brein Ferenc (Pest, 1817 – Székesfehérvár, 1879) magyar építész.

## Életpályája
Brein Ferenc a középfokú tanulmányai alatt három évig inaskodott édesapja, Brein Ignác mellett. Eközben látogatta a városi rajziskolát is. 1839-ben vándorútra indult, amelynek során Bécsben több kiemelkedő helyi építész mellett is megfordult. 1841-től Franz Beer szolgálatában állt: az oroszvári Zichy-Ferraris-kastély építkezését pallérként vezette. Az 1860-as évek elején Székesfehérváron telepedett le.

## Művei
A klasszicista és romantikus építészeti formákat párhuzamosan használta munkáiban.

### Jelentősebb művei
- a Csősztorony (Kőbánya),
- a Király utcai Pekáry-ház (Pest)
- az egykori Frivaldszky-villa a Svábhegyen
- Az ún. Tornyos ház (Székesfehérvár)